# 부여백제휴게소
부여백제휴게소(扶餘百濟休憩所, Buyeo Baekjae Service Area)는 충청남도 부여군 내산면에 위치한 서천공주고속도로의 고속도로 휴게소이다. 양방향 모두 휴게소가 존재한다.

## 시설
- 주차장
- 식당
- 화장실
- 주유소
- LPG 충전소
- 전기차 충전기
- 현금 자동 입출금기
- 매점

## 전후
- 서부여 나들목→부여백제휴게소→부여 분기점
- 고속도로 시점→부여백제휴게소→청양휴게소